# Montgradalh
Montgradalh (en francès Montgradail) és un municipi francès situat al departament de l'Aude i a la regió d'Occitània.